# Bulalacao
Bulalacao (Bayan ng Bulalacao) är en kommun i Filippinerna. Kommunen ligger på ön Mindoro, och tillhör provinsen Oriental Mindoro. Folkmängden uppgår till 27 698 invånare.
Bulalacao är indelat i 15 barangayer.